# 陶铸
陶铸（1908年1月16日—1969年11月30日），又名陶际华，号剑寒，湖南祁阳人，中国共产党和中华人民共和国政治人物，原正国级领导人。
早年考入黄埔军校第五期，加入中国共产党。国共内战期间，担任东北野战军政治部副主任，并代表中共军队与中國国民党的傅作义进行北平和平解放谈判。中华人民共和国成立后，陶铸历任中共广东省委第一书记，广东省人民政府主席、省长，兼任暨南大学校长。后任國務院副总理、中共中央宣傳部部長，後升任中共中央政治局常委。他於“文革”初期1967年下台被囚禁，后因身患胆癌，于1969年病逝，死前和死后家人都未被允许探视。

## 生平

### 早年革命生涯
陶铸祖父陶益斋早逝，由祖母主持家计。父亲陶铁铮，毕业于衡阳南路优级师范，曾参加武昌辛亥革命，任过汉冶萍公司下属转运局长，并与人合伙开办小煤矿。1908年1月16日，陶铸出生于湖南省祁阳县石洞源榔树村。1918年，其父与三叔被军阀吴佩孚部下萧耀南杀害，陶铸因家庭变故辍学，后经亲戚介绍做了数年学徒。1926年，陶铸进入廣州黃埔軍校第五期，同年经赵世嘉、陈葆华、詹不言介绍加入中国共产党。1927年4月初，被派到武汉，参加了国民革命军总政治部宣传队。第一次国共合作破裂后，陶鑄参加南昌暴動。并参加国民革命军第四军警卫团，参加广州暴动。
1929年，陶铸任中共福建省委秘书长、书记，省委组织部部长等职。1930年5月，陶铸亲率12人突击厦门监狱，以零伤亡代价接走狱中40余共产党员，国民党守军死伤20余人，此为震惊当时全国的“厦门大劫狱”。1932年，与曾志结婚，后育有一女陶斯亮。
1933年，陶铸到位于上海的中共中央机关工作，后被国民政府逮捕，被押送南京宪兵司令部，并判处无期徒刑。1937年，经周恩来、叶剑英与国民党政府多方交涉；9月26日，黄文杰将陶铸等七人营救出狱。

### 从抗战到内战
陶出狱后，即被派往湖北担任省委常委兼宣传部长。1938年10月武汉会战后，在鄂中组织地方游击部队，以大洪山为根据地创建了鄂中游击区，并曾夜袭云梦县城。后与李先念组织的新四军鄂豫挺进支队会合，并担任支队政委。1940年，陶铸到延安，后于1943年任中共中央军委秘书长、总政治部秘书长兼宣传部部长。1945年，陶鑄参加中共七大，会议决定在湘粤桂边区发动游击战争，由其担任边区党组织副书记兼八路军南下第三支队副政委。
1945年8月日本投降后，奉命改经太行、冀中、冀东至山海关赴东北，九月中旬抵沈阳，改任辽西省委书记，参与四平战役等，负责弹药补给与伤员运输等后勤组织工作。1947年9月，他兼任东北民主联军第七纵队政委。辽沈战役后，陶铸任中共沈阳市委书记和沈阳军事管制委员会副主任。1949年1月，陶铸随东北野战军离开沈阳，改任东北野战军政治部副主任，进入山海关，参加平津战役。1月21日，作为人民解放军平津前线司令部全权代表，陶铸入城同傅作义进行北平谈判，双方于次日发表《关于和平解决北平问题的协议》，北平城内国军投降后接受改编，北平城免受战火破坏。5月，陶任中共中央华中局委员、第四野战军兼华中军区政治部副主任，负责武汉三镇的接管工作。

### 主政中南
中华人民共和国成立后，陶铸任中国人民解放军第四野战军兼中南军区政治部主任、中共中央中南局常务委员，中南军政委员会委员，中南军区政治部副主任、主任，中南军区党委常委。1951年，任中共广西省委代理书记。1953年，任中共中央华南分局书记兼广东省人民政府代主席。1955年起，任中共广东省委书记、第一书记，同年起兼任广州军区第一政委、军区党委第一书记，并曾兼任广东省省长、暨南大学校长。1956年中共八大上，陶铸当选为中共中央委员。1960年，兼任中共中央中南局第一书记，并于1961年连任中共广东省委常委及第一书记。

#### 从中南局到广西
中华人民共和国成立初期，全国划分为华北、西北、东北、华东、中南、西南六大行政区，实行党政军一体化管理。
其中，中南行政区辖河南、湖北、湖南、江西、广东、广西六省。中南行政区党政军机构分别是中共中央中南局、中南军政委员会、中国人民解放军中南军区, 驻地武汉市。林彪任中南局第一书记、中南军政委员会主席、中南军区司令员。陶铸任中南局常委、中南军政委员会委员、中南军区政治部主任。
中南行政区中的广东、广西和港澳由中共中央华南分局管辖。华南分局受中共中央中南局领导, 驻广州市。叶剑英任华南分局第一书记; 张云逸任第二书记, 主管广西省工作; 方方任第三书记,协助叶剑英主持广东省工作。广东省工作由华南分局直接领导，没有另行设立广东省委。直到1955年华南分局撤销，才成立中共广东省委。
1950年1月，广西剿匪作战全面展开，由广西省委书记、广西省人民政府主席、广西军区司令员兼政委张云逸主持。7月至9月，部队转入夏休整顿。
9月初，时任广西军区副司令员、45军军长李天佑和45军政委邱会作联名向中南局、中南军区报告广西剿匪严峻形势，要求中南局派要员来广西解决问题。中南局指派陶铸赴广西。陶铸与毛泽东通电话，问这次去是打长工还是打短工？毛答:打短工。
1950年11月14日和16日,毛泽东两次致电张云逸等,严厉批评“广西剿匪工作为全国各省剿匪工作中成绩最差者，其原因必是领导方法上有严重缺点，剑英前谈去广西帮助张莫陈李(张云逸、莫文骅、陈漫远、李天佑)诸同志工作一时期，希望迅即前往，并在那里留住几个月，抓住工作重点限期肃清土匪，发动土改，端正政策，改善干部工作作风，确有成绩然后回来，否则不要回来。我们希望广西全省主要匪患六个月内能够肃清，明年五月一日以前调出一个军去广东。””广西解放在西南之前而剿匪成绩则落在西南之后，为什么这样，请你们加以检讨并以结果告诉我们。”
11月底，张云逸遵照毛泽东和中央的来电指示，和叶剑英、陶铸一起在南宁召开了广西省委第三次高干会议,落实毛泽东的指示，在半年内完成肃清全省股匪的任务。张云逸在会上作了检讨发言。他发言后情况急转直下，大会变成了揭发批判他的会议。陶铸等人指责他剿匪中不收民枪，不杀土匪头子，“七擒七纵”，“宽大无边”，领导右倾; 还联系国际共运史说：斯大林批评铁托的错误时讲过，南斯拉夫党的转变，要依靠南斯拉夫党内部的健康力量；今后广西党的转变，也是得依靠广西党的健康力量。
当时担任广西省委副书记、广西军区副政委的莫文骅在回忆录中说: "中南军区政治部个别领导人来广西后，对广西剿匪斗争却一口否定，扣下几顶大帽子"。"他不经省委、军区，亦不找省委同志谈，也不经中南局、中南军区，把自己的片面看法直接电告毛主席。他不是善意地帮助省委工作，而是动员别人'揭发'省委主要领导人，不久，省委主要领导即被'靠边'了。这种不正常的作法，引起了省委同志的反感，挫伤了干部的积极性"。
1951年1月16日张云逸致电毛泽东和中南局，提出请假休养。经毛泽东提议
，2月5日中央批准，在张云逸养病期间，由陶铸代理张云逸的广西省委第一书记职务。1951年4月，李天佑升任广西军区司令员、党委书记，主持军区全面工作，张云逸仍担任广西军区政委，广西军区第一副政委莫文骅调任东北军区政治部主任。
1951年5月1日，广西军区致电毛泽东、朱德及中南、华南军区领导，报告广西已基本完成剿匪任务。广西剿匪工作于1952年以全胜而宣告结束。
叶剑英曾说：“有人告了我的御状，陶铸这个人，在广西一脚踢开了张云逸，到广东，又一脚踢开了我叶剑英。”

#### 广东两次反“地方主义”
1951年1月至1953年，以及1957年6月至1962年10月，陶铸等人在广东省组织领导开展了两次“反地方主义”的斗争，将广东省包括冯白驹、古大存等老干部在内的数万名各级广东省籍干部降职、撤职、查办，这批干部受到了政治迫害。
1950年春，广东开始试行土改，到1951年夏天已在1500万人口的地区铺开。广东省土改委员会主任由华南分局第三书记方方担任。
以林彪为第一书记，邓子恢为第二书记的中共中央中南局, 以及李雪峰为主任的中南局土改委员会, 在对广东土改的评价上，一直同华南分局之间存在严重分歧。李雪峰多次在中南局机关报《长江日报》批评广东土改群众发动不够，太右，是“和平土改”。毛泽东和中南局认为，需要改变广东土改领导软弱和进展缓慢的局面。1951年4月，中南局将中共南阳地委书记赵紫阳调到广东，任华南分局秘书长，5月6日又增选为广东省土改委员会副主任。1951年12月25日，又将广西省委代理书记陶铸调任华南分局第四书记，并接替方方主管广东土改运动。此后，中南局正式提出了“广东党组织严重不纯，要反对地方主义”的口号。广东先后36次大规模进行“土改整队”、“整肃”。到1952年5月，全省共处理广东“地方主义”干部6515人。期间，提出了“依靠大军，依靠南下干部，由大军、南下干部挂帅的方针”。
1952年6月12日，中央派专机把方方、陶铸接到北京，参加中央书记处会议。毛泽东在中南海颐年堂亲自主持会议，周恩来、薄一波、罗瑞卿、邓子恢、叶剑英、方方、赵尔陆、陶铸等出席。毛泽东当面批评方方说广东搞地方主义，并特别强调说：“这里是最高会议，讨论广东问题。”“广东土改‘迷失方向’。我要打快板，方方打慢板。”毛泽东明确对方方说：“你犯了两条错误，一是土改右倾；二是干部问题犯了地方主义。”“全国三个乌龟，广东、福建和广西。现在福建、广西爬上来了，广东还在爬”。“你做了十件工作，九件做得好，但是土改这件工作没有做好，因此降你一级。”
毛泽东宣布，由陶铸取代方方，并确定叶剑英抓总、张云逸主桂（广西）、谭政主军、陶铸主党、方方主政，这就是华南分局五位书记的分工。中共中央认为, 广东解放以后，在主要问题上，“在决定关键上犯了错误”，“迷失方向”。会上，叶剑英、方方、冯白驹等分别作了检讨，华南分局一些领导对叶剑英、特别是对方方的所谓“地方主义”错误，提出了严厉的批评；批评叶剑英分析广东情况、制定广东土改政策是“广东特殊论”。毛泽东为叶剑英留了面子，说：“叶剑英在华南工作是有成绩的，他对这个问题没有什么责任，更不能说他是搞地方主义的头头，大家要理解他。当然，包括剑英同志在内，各地的同志都应从这件事中总结教训，防止今后再发生此类错误。”
叶剑英、方方、陶铸回到广州后, 于1952年6月29日至7月6日, 召开了华南分局扩大会议, 叶剑英和方方作了检讨。 
华南分局进行改组, 叶剑英、张云逸仍任第一、第二书记; 中南局副书记谭政兼任分局第三书记; 陶铸仍是第四书记; 方方由第三书记降为第五书记。随后,七千多名地方干部受到处分和牵连。这是广东第一次反"地方主义"。
1952年8月中旬, 叶剑英到北京治疗和休养, 然后调到中央。 此后, 广东的工作实际上由陶铸主持。 
1953年5月,由陶铸主持工作的华南分局在向中央和中南局报告中说,方方犯了严重的“官僚主义、分散主义”错误,是"土改右倾和地方主义错误的发展"。经中央决定，撤销方方华南分局第五书记和广东省人民政府第一副主席等职。
1953年5月7日,根据中南局的通知,叶剑英正式调离广东。陶铸接任华南分局代理书记兼省人民政府主席, 赵紫阳升任华南分局副书记。
1954年4月27日，中央决定撤销大区一级党政机构, 中南局撤销。
1955年5月, 华南分局撤销。 1955年7月1日,中共广东省委成立, 陶铸任省委书记兼省长, 古大存、冯白驹都是省委副书记兼副省长, 赵紫阳任省委副书记兼省委秘书长。
在1956年9月召开的中共八大上，陶铸当选为中共中央委员会委员，但其得票数列倒数第三，仅排在曾希圣、陈绍禹（王明）之前。
1957年6月至1962年10月，由陶铸领导主持,在广东省开展了第二次反"地方主义"的斗争。1957年12月，广东省委作出《关于海南地方主义反党联盟和冯白驹、古大存同志的错误的决议》，报经中央批准, 撤销冯白驹省委书记和常委, 撤销古大存省委书记; 第二年又撤销了古大存省委常委、副省长职务。全省受处分和受牵连的地方干部达2万多人,受批判的省委委员有17人，77位省直部、厅级和地市级的地方干部都被打成地方主义分子，受到撤职或降级的处分，广州、海南等一些地方还定了“地方主义反党集团”。
毛泽东对广东“反地方主义”斗争是持肯定态度的。1958年3月中旬，他在中共中央成都工作会议上听取广东省委第一书记陶铸汇报工作时插话说：“反地方主义，全国各省、市都需要进行。地方主义者，实际上是右派，是资产阶级在党内的代表。对地方主义不要让步，要派一批外地人去广东，广东干部可调一批到北京来。泥里掺沙，沙里掺泥，改良土壤；天下人马八宝饭，不能单打一万和九万。掺的政策是有利的政策，区乡不在内，可以清一色。县以上掺外来干部，现在省、专的负责人，大部分是外地去的，对反地方主义感到理不直、气不壮。应采取列宁的办法：‘与其你专政，不如我专政。’”
1960年9月以后，中共中央恢复了1954年撤销的六个中央局。陶铸被任命为中南局第一书记,仍兼广东省委第一书记。
十一届三中全会后, 经习仲勋、杨尚昆等人和广东有关人士的推动和努力, 对广东“地方主义”案进行复查。1983年2月9日,中共中央发出《关于为冯白驹、古大存同志恢复名誉的通知》,撤销1957年12月广东省委第八次全体会议（扩大）《关于海南地方主义反党集团和冯白驹、古大存同志的错误的决议》，撤销对冯白驹、古大存原处分的决定，恢复他们的名誉。1994年4月，中共中央根据广东省委关于方方历史问题的《复查报告》，撤销对方方的处分，恢复政治名誉。广东“地方主义”案彻底平反。

#### 陶铸与高饶事件
1953年，高岗在全国财经会议上“批薄射刘”，通过批判薄一波影射刘少奇，陶铸也在此次会议上公开发表对刘少奇的批评意见。1954年，已陷入高饶事件的高岗自杀身亡。

#### 大跃进和三年困难时期時期
1958年“大跃进”运动中，陶铸在广东省掀起“反瞒产”运动。当时在大跃进的政治环境下，全国农村基层普遍出现了少收多报、虚报浮夸、在粮食生产上“创高产，放卫星”的弄虚作假潮流。与此同时，1958年人民公社建立后，“共产风”、平均主义盛行，引起农民强烈不满，于是在部分地方出现社员隐瞒粮食真实产量并私分粮食的情况。广东省在1958年“放卫星”时落后，但在同年秋冬“报高产”上又赶上来。虚报浮夸的后果是上级严重高估了1958年真实的粮食产量，而实际征购的粮食却远低于虚报的数字，陶铸等领导并不认为数字是虚报的，而认为其主要原因是农民隐瞒粮食产量，遂在广东省掀起反瞒产运动。陶铸亲自到所谓“千斤县”（粮食亩产达千斤的县）东莞县反瞒产，当地干部全都表示瞒产很严重，只有省里派来反瞒产的工作组成员袁溥之（广东省省长陈郁的妻子）说农民家里虽有粮食但没有那么多，反瞒产反不出粮食来。陶铸当场批评了袁溥之。1959年2月至3月间，在中共中央政治局扩大会议上，毛泽东说藏富于民不见得是坏事。会后，中共广东省委又派出大批人员反瞒产，但省委对能否反出粮食来已发生怀疑。1959年3月至4月间，省委召开专门会议，根据各地材料得出结论，认为1958年粮食产量并没有原先报告的那么多。省委乃向中共中央写报告，提出停止反瞒产，减免不切实际的高征购。中央批准了该报告提出的改进方法，转发全国各省，号召全党说老实话、办老实事、做老实人。1959年4月27日，毛泽东写下“假话一定不可讲”的党内通信，印发省、地、县、人民公社，并破例发给最基层的生产队小队长。从此，反瞒产运动停止。在1959年5月中共广东省委扩大会议上，陶铸发表《总路线与工作方法》讲话，总结大跃进以来的教训，作了自我批评。会后陶铸到潮安，在一次群众大会上说：“我来潮安是向全县人民做检讨的。我头脑发热，使群众饿了肚子，干部受了委屈。我们要共同吸取教训。今后，不要再搞浮夸，要靠实事求是吃饭。”在省委召开的另一次会议上，陶铸向袁溥之道歉。
在1959年庐山会议上，陶铸是中南组组长。7月3日，陶铸、李锐到胡乔木住处，三人闲谈，提到必须遵重经济规律。7月17日，毛泽东将彭德怀写给他的信批示印发会议，会议主题由纠“左”迅速转为反右倾。7月22日，陶铸在中南组作长篇发言，对彭德怀的信批判不严厉，还说“彭总的信对这次会议深入一步展开讨论，起了好的作用。”8月1日，在中共中央政治局常委会上进一步清算彭德怀“历史总账”时，毛泽东指着彭德怀说：“现在右倾情绪，右倾增长。问题不少，不在老问题，现在是新问题……以信为代表，相当部分人同情你的信，省是陶铸、周小舟。新问题是要反击右倾进攻。”8月5日，陶铸致信黄克诚，动员黄克诚揭发彭德怀。8月2日，中央在庐山接着召开中共八届八中全会。会后党内从中央到地方乃至基层都开展了反对“右倾机会主义”的斗争，陶铸一反自己过去每次运动都带头“紧跟”的做法，等各省大致都划了“右倾机会主义分子”后，才按上级下达的比例划了12位厅局级干部为“党内机会主义分子”。1961年中央下达复查纠正的指示，陶铸便摘掉了这批人的“右倾”帽子，一律平反。
1962年七千人大会上，中共中央中南局第一书记陶铸说，中央、地方的责任是三七开的说法不能服人。他认为责任主要在上面，中央各部门负责人不在此次大会检讨，也应做书面检讨，中共中央书记处的检讨不够深刻。三年困难时期后的1962年，由于广东省饥荒，陶铸一方面扩大农民自留地，另一方面原则同意适当放宽对边防地区农业渔业进出口人员的管理，由此出现了第二次“逃港潮”。而在当年6月初处理民众在广州集中拥港的东站事件（参见：大沙头站）时，在高官內部会议中定之為所謂敌我矛盾，促成当局出動军队封锁车站，驱赶与逮捕民众，导致1600多人被捕。

#### 广东农村工作
1953年中央调叶剑英主持中共中央中南局工作后，陶铸便接任主持广东省工作，他树立过不少农村先进典型。其中，清远县洲心公社实行产量责任制的经验，便是由陶铸扶植和推广。1961年早造，清远县洲心公社开始实行“田间管理到户的评比奖罚”的生产责任制。1961年晚造，洲心公社部分大队在此基础上制订了“到户田”的产量指标，交给社员管理，从而调动了社员的生产积极性。该公社各生产队相继实行该做法。到1962年早造，已形成较完整的产量责任制。1962年、1963年相继在受灾情况下丰收，1963年亩产提前跨“纲要”。1962年6月，陶铸、赵紫阳（中共广东省委第二书记）率工作组到洲心公社调研，将这种做法赞誉为“洲心经验”。1962年7月27日，中共广东省委发出〔62〕粤发（八）字第62号文件《介绍清远县洲心公社实行的产量责任制——批转省委工作组的一个调查报告》，在广东省全省普遍推广“洲心经验”。1962年6月6日至7日，陶铸、王任重（中共中央中南局第二书记）到广西壮族自治区桂林专区龙胜县调研。陶铸由此更感到“洲心经验”的成功。在龙胜县调研后，陶铸回广东，王任重则到长沙向毛泽东汇报此次调研情况和与陶铸商定的意见。王任重说：“陶铸主张实行分户管理，耕种统一，联产计酬，增产归个人。他们那里的清远洲心公社就是这样干的。”毛泽东说：“对，是包产到户，不是分田单干。”随后王任重电话告知陶铸：“主席赞成你的意见。”陶铸接电话后，次日便找中共中央中南局政策研究室主任李普向中央写龙胜县的调查报告《关于巩固生产队集体经济的问题》，向中共中央建议在农村建立生产责任制。1962年中央召开的北戴河会议期间，毛泽东1962年7月22日在该报告上批示： “印发中央工作会议各同志。这个文件所作的分析是马克思主义的，分析之后提出的意见也是马克思主义的。是否还有可议之处，请各同志研究。并且可以发给省、地两级讨论。”中发〔62〕409号文件将该报告及批示印发。会议期间，毛泽东找陶铸和王任重谈话，交代两人“你们代中央起草一个包产到户的决定。”毛泽东还说：“不是分田单干，包产到户还是集体经济的经营形式。”随后王任重执笔起草《决定》。这时，有个大区的负责人对毛泽东说：“可不能搞包产到户，包产到户就是单干，单干就两极分化。我们那个地区，搞了单干，两极分化很厉害。”陶铸、王任重将《决定》草稿送呈毛泽东后，便无下文。北戴河会议上强调“千万不要忘记阶级和阶级斗争”，所以陶铸也没能在会上大力宣传“洲心经验”。
1964年9月至12月，赵紫阳在中山县环城公社库充大队蹲点开展“四清”时，同老贫农吴才添、陈二妹夫妇连续详谈，随后将谈话记录整理成调查报告，送给正在花县开展“四清”的陶铸看。陶铸转呈北京毛泽东看。毛泽东批示“这两个老贫农是我们全党的老师”，并让中共中央办公厅印发给后来举行的中央工作会议与会领导。

### 中央工作与文革倒台
1964年12月28日，毛泽东在中央工作会议上公开批評刘少奇当天，中共中央确定了新一届国家领导人名单，提交给正在召开的第三届全国人民代表大会第一次会议。与上一届比较可见，林彪取代陈云成为国务院排序第一的副总理；新任的三位副总理是柯庆施、陶铸、谢富治。
1965年1月，在第三届全国人民代表大会上，陶铸被任命为国务院副总理，开始直接参加中央的工作，分管宣传和文教等方面事务。同年4月，代表中华人民共和国政府访问越南。1966年5月23日中共中央政治局扩大会议通过了对彭、罗、陆、杨的处理决定，并决定陶铸任中共中央书记处常务书记兼中共中央宣传部部长。这次陶铸调北京工作是邓小平提名，毛泽东同意的。1966年8月在中共八届十一中全会上，陶铸当选为中共中央政治局常委，在中共中央政治局常委中排名第四，前三位分别是毛泽东、林彪和周恩来。此后兼任中央文化革命小组顾问等重要职务，协助周恩来进行国务院工作，分管中组部、中宣部、教育部、文化部、卫生部、体委、新华社、人民日报社、出版总局、广播事业局、中国科学院哲学社会科学部（中国社会科学院的前身）等，同时还参加中央军委的领导工作。

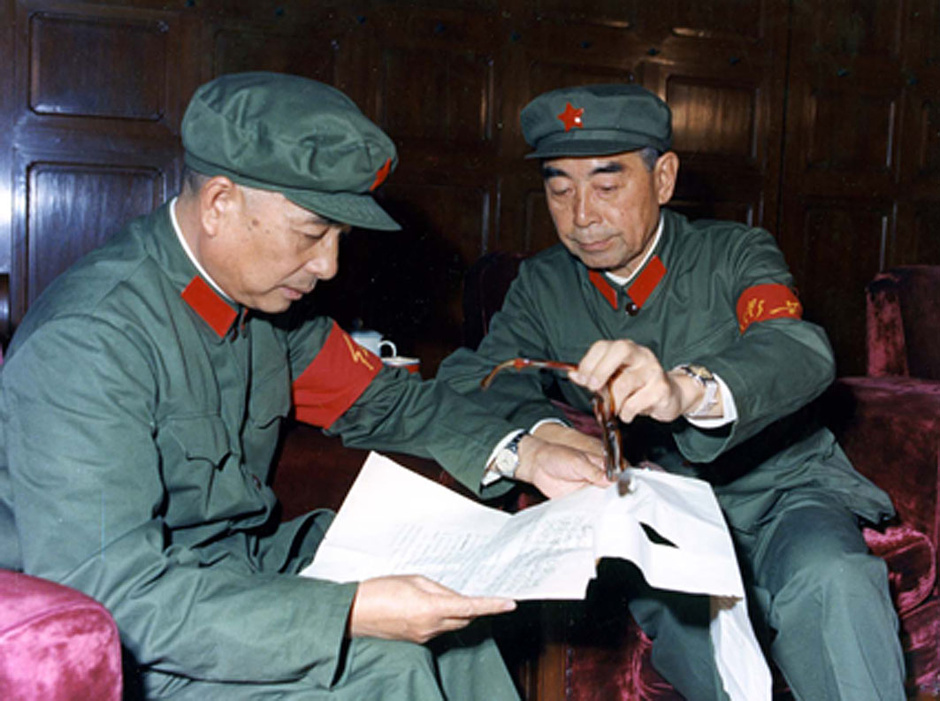
1966年9月15日，陶铸与周恩来在天安门城楼上。

1966年6月9日，刚到北京没几天的陶铸便飞赴杭州参加毛泽东召开的一个会议。会议着重讨论文化大革命是否派工作组的问题。陈伯达提出不派，而刘少奇、邓小平等大多数人主张派，陶铸也明确主张派，毛泽东最后表态认为可以派也可以不派，不要急急忙忙派工作组。派工作组是1957年反右运动中的老办法，1966年6月13日，刘少奇在《批转中南局〈关于文化大革命的情况和意见的报告〉》和《批转西北局〈无产阶级文化大革命的意见和部署〉》中也称，“对大学生中的反党反社会主义分子，一定要把他们揪出来”，高中应届毕业生“经过市委批准，可以批判斗争和戴帽”。工作组在各大中学校将大批师生打成反革命分子，严重激化了矛盾。
1966年6月30日，刘少奇、邓小平致信毛泽东并送审《中共中央、国务院关于工业交通企业和基本建设单位如何开展文化大革命运动的通知（草稿）》。通知草稿中称，中央认为工业交通企业与基本建设单位（包括设计、施工单位）的文化大革命要和“四清”运动相结合，按照“二十三条”的规定，分期分批有领导有计划地开展，各地党委必须抓革命、促生产，做到革命和生产建设双胜利。1966年7月2日，毛泽东批示：“同意你们的意见，应当迅速将此通知发下去。”陶铸在文革中坚决执行该通知，反复强调“抓革命、促生产”，中共八届十一中全会后，陶铸亲自为《人民日报》写下两篇“抓革命、促生产”的社论（9月7日《抓革命，促生产》；11月10日《再论抓革命、促生产》）。中央文革小组说陶铸用生产压革命。
中共八届十一中全会前，在负责修订准备提交此次全会通过的中央文件《中国共产党中央委员会关于无产阶级文化大革命的决定》时，陶铸、王任重将原先的“二十三条”删改为“十六条”，删除了其中的“黑线”、“黑帮”专政等内容，写入干部“在一般情况下，前两种人（好的，比较好的）是大多数”，有错误的可以改正等内容，此外他们还根据叶剑英（中央军委副主席）、刘志坚（中央文革小组副组长、中国人民解放军总政治部副主任）的意见，写入了军队不搞“四大”的规定。该草稿呈毛泽东审阅后，毛泽东说：“这个文件改得好。”并亲自将其中一条简化为“要文斗，不要武斗”。
1966年10月1日，毛泽东提出“资产阶级反动路线”这一提法，开展对“资产阶级反动路线”的批判。当时，刘少奇已在中共八届十一中全会后基本靠边站，但从中央到地方的各级领导干部对文化大革命均有抵触。这一提法主要是针对抵触文革的各级领导干部，从中央来说，王力认为“‘彻底批判资产阶级反动路线’的口号主要是对陶铸。”
1966年10月，在报道中华人民共和国国庆节庆祝活动时，陶铸要求全体中共中央政治局常委的照片都要见报，当发现缺少邓小平的镜头时，陶铸要求新华社一定要设法有邓小平的镜头，于是新华社通过“换头术”，将邓小平的头像移到陈毅的身体上，制造出了带有邓小平的照片。
1966年11月10日安亭事件发生后，周恩来、陶铸派张春桥（中央文革小组副组长、中共上海市委书记）处理。11月13日晚，张春桥给陈伯达打电话称，自己已不得不签字同意工总司五条要求，随后中共中央华东局书记处书记兼中共上海市委第一书记陈丕显也分别给陈伯达、陶铸打电话，对张春桥的做法表示不满。11月14日，毛泽东在钓鱼台召开中共中央政治局常委扩大会议，陶铸、中央文革小组和军队的几个人参加，而刘少奇、邓小平、朱德、陈云未参加。据王力回忆，会议开始毛泽东便拿出《中华人民共和国宪法》念了一段公民权利、集会结社自由的条文，这是针对陈丕显、陶铸的，他们曾说工人不能成立全市性组织。接着毛泽东讲到认识论，说先有事实后有政策，张春桥的签字是对的，而过去的政策脱离群众。会上无人提不同意见，陶铸等人都作了检讨。
安亭事件前，毛泽东便提出工矿企业要搞文化大革命，并要求陈伯达起草工厂文化大革命的文件。陈伯达、王力起草了《关于工厂文化大革命的十二条指示（草案）》（简称《十二条》），提出“允许工厂成立派系组织”、“允许学生到工厂串连”等。但在安亭事件后，《十二条》已显落后。1966年11月至12月初，周恩来、陶铸指示余秋里、谷牧召开工业交通座谈会，座谈会由陶铸直接指导，会上征求对《十二条》的意见，与会者却普遍认为《十二条》“左”。11月22日，周恩来、陶铸、谷牧等人向毛泽东汇报了座谈会情况，毛泽东说：“工交企业的‘文革’可以分期分批地搞，但是要支持工人群众建立联合组织。”“十二条不行，可以另写，讨论出来看看，然后再拿到底下去。”为此座谈会对《十二条》进行了大量修改，实际上基本否定了原内容，并搞了与之相对的《工交企业进行文化大革命的若干规定》（简称《十五条》）。周恩来、陶铸赞同《十五条》，而中央文革小组不满。周恩来、陶铸并非反对在工矿企业搞文化大革命，而是认为要有步骤地开展，要“抓革命、促生产”，绝不能影响生产，所以在这一问题上，周恩来和陶铸的立场与中央文革小组和毛泽东的立场有明显分歧。陈伯达斥责了搞出《十五条》的谷牧。毛泽东对《十五条》很不高兴，“叫他们重写”。毛泽东叫陈伯达、王力起草了《关于抓革命、促生产的十条规定（草案）》（简称《工业十条》）。毛泽东还指示林彪召开中共中央政治局扩大会议讨论工业交通座谈会的问题。1966年12月4日、5日、6日下午，林彪主持连续召开三次中共中央政治局扩大会议，会议听取了谷牧关于工业交通座谈会情况的汇报，讨论通过了《工业十条》，会上批判了陶铸、谷牧。在12月6日的会议上，陶铸受到严厉批判，王力等人指责陶铸用生产压革命，陶铸作了检查。林彪作总结讲话称，实质上不是谷牧的问题，而是陶铸的问题，林彪的这一讲话显然并非其个人意见，而是体现了毛泽东的意思。12月9日，毛泽东批准中共中央发布的《关于抓革命、促生产的十条规定（草案）》。该文件的下发使文化大革命正式扩大至工交财贸各部门。同时，中央文革小组还起草了《关于农村无产阶级文化大革命的指示（草案）》，12月15日由中共中央下发。由此，在1966年12月，毛泽东和中共中央便将文化大革命扩大至工矿企业和农村中。
1966年11月，毛泽东指示谭震林、陶铸去中南及华东地区视察。当时陶铸同江青等中央文革小组成员的斗争已趋于白热化，几乎在每次中央文革小组会议上都直接冲突。1966年10月，和陶铸站在同一阵线的王任重（中央文革小组副组长）去广州养病。这时，武汉的造反派发现王任重写的一首诗称毛泽东为战友和兄长，乃指责王任重。中央文革小组成员趁机围攻王任重。为此陶铸给毛泽东写了份报告，建议王任重辞去中央文革小组副组长职务，回中共中央中南局工作。毛泽东在报告上批示：“王任重同志是文革小组副组长，要离开文革小组，请政治局和文革小组开个联席会，对任重提提意见。”联席会由周恩来主持，中央文革小组成员和中共中央政治局委员在会上集体批判陶铸，重点批判陶铸当初派工作组镇压群众、保走资派，中央文革小组成员对陶铸猛烈批判，随后中共中央政治局委员也纷纷批判，李先念说：“老陶的问题，我看是工作方式方法的问题。”李富春说：“我看让老陶回中南工作算了。”“你写给主席的那份报告，分明是保任重同志的，你保得了他吗？”会上首次给陶铸扣上了“陶铸是中国最大的保皇派”，“是没有刘、邓的刘邓路线代理人”的帽子。
一天之后，毛泽东召开了中共中央政治局常委扩大会议，会后毛泽东还把陶铸留下单独谈话一个多小时加以安抚。次日即1966年12月30日晚，武汉“赴广州专揪王任重造反队”闯到中南海门前，要求陶铸立即接见，否则全体绝食。陶铸一进会场，造反派的一个头头便指着陶铸说：“今天不是你接见我们，是我们叫你回答问题，你必须老实回答我们提出的所有问题。”陶铸和造反派对骂。当时陈毅、李富春一直奉命在隔壁的一个房间里监视此次接见，直到陶铸承认自己“态度不冷静”，给了造反派一个台阶，结束了这场六个多小时的接见，陈毅、李富春才离去，此时已是12月31日凌晨4点。1967年1月3日，周恩来就此次接见的情况向毛泽东作了汇报。
陶铸曾得知江青销毁了有关林彪的一些材料。1966年12月，在一次中央文革小组会议上，江青一进门便质问陶铸：“我销毁了什么材料，你怎么知道的，你想干什么？”陶铸说：“你干涉得太多了，管得太宽了。”
1967年1月4日下午，周恩来和陶铸等其他中央领导到北京工人体育场接见教育界、文化界、新闻出版界、体育界代表。下午两点，周恩来、陶铸赶回人民大会堂，周恩来准备主持中共中央政治局会议，中央文革小组和全军文革小组成员将列席，陶铸也将参加。但江青、陈伯达、康生等中央文革小组成员这时正在人民大会堂另一个厅接见武汉“赴广州专揪王任重造反队”，宣布陶铸是“资产阶级反动路线的执行者”、“资产阶级反动路线在中央新的代表人物”、“中国最大的保皇派”。周恩来久等他们不来，便亲自找江青、康生、陈伯达来开政治局会议。陶铸参加了政治局会议，但并不知道江青、陈伯达、康生接见武汉“赴广州专揪王任重造反队”时的讲话。下午五点多，政治局会议开完，周恩来和陶铸又分头接见群众代表。这时，“打倒陶铸”、“揪出陶铸”的大标语已贴到北京街头，印有江青、康生、陈伯达讲话及“打倒中国最大的保皇派陶铸”口号的传单已经在北京街头散发。当晚，被造反派从广州揪到北京的中共中央中南局书记李一清来找陶铸，但陶铸仍在和周恩来分别接见群众代表，李一清便将大街上的情形告诉了曾志。当晚九点，中南海西门外的高音喇叭大喊“打倒陶铸”，并宣读了当天中央文革小组接见时的讲话内容。随后陶铸失去人身自由，被软禁在中南海内。
1967年1月7日凌晨1点，周恩来在接见“批判陶铸联络站”代表时宣布：“陶铸是中央常委。你们举行批判陶铸的大会不恰当，因为中央常委对这个问题没有讨论，你们开会我们不能参加。”1月23日夜，周恩来在接见首都大中学生代表时，当着江青、陈伯达的面说：“陶铸是八届十一中全会选出来的，我没有根据不信任他。”
据说陶铸被打倒后，曾给林彪写过一封信，林彪看后沉默，叶群害怕出事，随即将这封信烧掉。
1967年9月，姚文元在《人民日报》上发表《评陶铸的两本书》，并称陶铸为“赫鲁晓夫式的野心家”。陶铸过去曾在《革命的坚定性》一文中写道：“我们作为一个无产阶级革命家，一定要像岩石一般坚定，当狂风暴雨之夜，风想把它们彻底掀翻，雨想把它们打进沙滩，浪涛想把它们卷入大海，但是它们屹然不动。当风雨过后，当浪涛退后，它们仍旧矗立在大海边，指向青天，面对大海。”有大字报将这些语句解释成：“面对大海，就是面向台湾；指向青天，就是指向国民党的青天白日，就是向往蒋介石。”
1967年上半年，陶铸每天除在警卫押送下去中南海西门看大字报之外，便是不断被拉出中南海接受批斗。1968年8月间，中央文革小组在天安门召开百万人批判刘、邓、陶大会，大会在中南海设三个分会场，分别批斗刘少奇夫妇、邓小平夫妇、陶铸夫妇。
1968年中华人民共和国国庆节前后，陶铸头晕眼花想呕吐。1969年1月，陶铸恶心呕吐，胃部不适，全身酸胀。1969年3月被送进中国人民解放军第三〇二医院。入院检查后发现胆囊已患癌症，需立即手术。病情上报周恩来后，周恩来批示转到中国人民解放军第三〇一医院外科治疗，并亲自指定北京、上海多位名医组成医疗小组。手术后不久，病情再度恶化。1969年9月下旬，陶铸病情加剧，诊断为癌细胞扩散。
1969年10月，陶铸独自被“战备疏散”到安徽合肥。此时他癌症病情惡化，到11月15日批准進行手術，但發現癌細胞已廣泛擴散，腹腔內血管焦脆，已無法進行手術。1969年11月30日，陶铸因胆囊癌在合肥病逝，享年61歲。

## 身后
1978年12月，中共十一届三中全会为陶铸平反。12月24日，中共中央在北京为陶铸举行追悼大会，中共中央副主席陈云致悼词。

## 著作
- 《理想·情操·精神生活》1962 中国青年出版社出版
- 《思想·感情·文采》 1964 广东人民出版社
- 《陶铸文集》 1979 人民出版社
- 《陶铸诗词选》 1979 人民文学出版社
- 《陶铸诗词选注》 1980 广东人民出版社

## 家庭
祖父陶益斋。父亲陶铁铮，毕业于衡阳南路优级师范，曾参加武昌辛亥革命，任过汉冶萍公司下属转运局长，并与人合伙开办小煤矿。1918年，其父与三叔被军阀吴佩孚部下萧耀南杀害。
- 1932年冬天，与曾志（1911年4月4日－1998年6月21日）结婚，曾志建国后曾任广州市委书记、中共中央组织部副部长等职务。1969年陶铸写了一首《七律-赠曾志》“重上战场我亦难，感君情厚逼云端。无情白发催寒暑，蒙垢余生抑苦酸。病马也知嘶枥晚，枯葵更觉怯霜残。如烟往事俱忘却，心底无私天地宽。”
  - 女儿陶斯亮（1941年4月4日－），曾任中共中央统战部六局副局长，现任中国市长协会专职副会长兼秘书长和中国医学基金会副主席。